# Jon Eimre och bra folk
Jon Eimre och bra folk är ett svenskt vis/blues/jazz-inspirerat band bestående av gatumusiker från Stockholm. Bandet startades vintern 2005 och spelar sedan våren 2006 på främst Götgatan och Drottninggatan i Stockholm, och leds av sångaren Jon Eimre. Bandet spelar något slags ålderdomlig återhållen blues med svenska texter och är ett väletablerat gatuband. Gruppen har hittills släppt två album.  
Originalsättningen består förutom av Jon Eimre också av Love Örsan (Keifest, Amok) och Tommy Ferbe som spelar kontrabas resp banjo. Efter ett par månaders spelande på Slussen och Gamla Stan fick bandet sällskap av trombonisten Renzo Spinetti, som sedan dess varit medlem i bandet. Våren 2007 ersattes Love Örsan av Joel Danell. Alla låtar är på svenska och skrivna av Jon Eimre.

## Diskografi
- Första skivan med Jon Eimre och bra folk (2007)[2]
- Andra skivan med Jon Eimre och bra folk (2008)

## Medlemmar
- Jon Eimre - sång, gitarr, fiol, melodica
- Joel Danell - kontrabas
- Tommy Ferbe - banjo
- Renzo Spinetti - trombon

## Tidigare medlemmar
- Love Örsan - kontrabas (2005-2007)